# Geoffrey Fisher
Pour les articles homonymes, voir Fisher.
Geoffrey Francis Fisher (5 mai 1887 - 15 septembre 1972) est un prêtre anglican, 99e archevêque de Cantorbéry de 1945 à 1961. Sa femme Rosamund décédée en 1986 et lui sont enterrés dans la crypte de St Andrew, Trent, Dorset. Il a pour titre baron Fisher of Lambeth.

## Milieu familial
Fisher grandit dans une famille anglicane et poursuivit ses études au Marlborough et Exeter College à Oxford. Il était maître assistant au Marlborough College quand il décide de devenir prêtre et est ordonné en 1913. À cette époque les Public Schools anglaises avaient des liens étroits avec l'Église d'Angleterre et il n'était pas rare que les professeurs soient membres du clergé. Les chefs d'établissement sont spécifiquement prêtres.
En 1914, Fisher est nommé directeur de Repton School succédant à William Temple qui est également archevêque de Cantorbéry. D'après la plupart des comptes-rendus, Temple n'est pas un meneur et Fisher doit restaurer la discipline. L'écrivain pour enfants Roald Dahl (1916-1990) fréquente Repton sous la direction de Fisher et, dans son autobiographie, il rapporte qu'un de ses amis fut puni de coups de canne par Fisher de façon désinvolte et cruelle — « coups vicieux » — une procédure qui apparemment a été répétée de nombreuses fois avec d'autres garçons, provoquant chez Dahl une « impression durable d'horreur » et des doutes quant à la sincérité des hommes d'église en général. En fait, Dahl s'étonne que Fisher ait jamais pu devenir archevêque de Cantorbéry.
Fisher est nommé évêque de Chester en 1932 puis évêque de Londres en 1939.

## Archevêque de Cantorbéry
En 1942, Cosmo Lang, archevêque de Cantorbéry est remplacé par William Temple. Temple est un fervent chrétien et socialiste, et les opinions publique et ecclésiale prévoyaient des bouleversements dans l'après-guerre. Toutefois, Temple meurt en 1944. Certains estiment que le meilleur choix était désormais George Bell, l'évêque de Chichester. Toutefois Fisher est nommé, ce qui donne lieu à des controverses.
Fisher fait un effort dans la révision du droit canon de l'Église d'Angleterre. Bien que largement dépassés, les canons (règles) de 1603 sont encore en vigueur à l'époque.
Fisher préside la cérémonie du mariage de la princesse Elisabeth et du prince Philip, et en 1953, celle de son couronnement comme reine Elisabeth II qui est retransmis en direct à la télévision dans le monde entier. En 1960, Il fait une visite historique au Pape Jean XXIII, première rencontre entre le pape et le chef des Anglicans depuis la Réforme anglaise du XVIe siècle.
Fisher est un franc-maçon engagé. A cette époque, de nombreux évêques de l'Église d'Angleterre sont également membres de la Franc-maçonnerie ; Fisher atteint de hauts grades maçonniques et est Grand Aumônier de la Grande Loge unie d'Angleterre.

## Succession
Fisher prend sa retraite en 1961. Il informe le Premier ministre Harold Macmillan qu'il ne considère pas Michael Ramsey qui a été son élève à Repton, comme un successeur valable. Ramsey relate plus tard au Révérend Victor Stock les propos de Fisher au Premier Ministre Fisher : « Je viens de vous donner quelques conseils au sujet de mon successeur. Qui que vous choisissiez, ce ne doit être en aucun cas Michael Ramsey, l'Archevêque d'York. Le docteur Ramsey est un théologien, un savant et un homme de prière. Par conséquent, il est totalement inadapté comme archevêque de Cantorbéry. Je le connais depuis toujours, j'étais son proviseur à Repton. »
Macmillan répond : « Je vous remercie, Votre Grâce, pour votre aimable conseil. Mais vous fûtes le proviseur du docteur Ramsey, et vous n'avez pas été le mien. » En conséquence, Macmillan écarte le conseil et nomme Ramsey qui est considéré par certains comme le plus grand archevêque de Cantorbéry du XXe siècle.

## Retraite
Fisher est nommé pair non héréditaire avec le titre de baron de Lambeth Fisher (Lambeth faisant référence à Lambeth Palace, résidence des archevêques de Cantorbéry). Il est conventionnellement admis depuis que les archevêques de Cantorbéry en retraite soient nommés pairs et membres de la Chambre des lords. Les principaux évêques diocésains siègent à droite dans la Chambre des Lords.

## Héritage
Lorsqu'il prend sa retraite, Fisher pensait laisser l'Église d'Angleterre en bonne santé, mais peu de temps après elle est plongée dans le tumulte des années 1960 et elle y fait difficilement face. On a rétrospectivement critiqué Fisher de ne pas avoir gouverné dans un esprit constructif. Nombre d'anglicans doutent que les énergies de l'Église devaient se focaliser sur la réforme du droit canon. Si Temple avait vécu, il aurait peut-être joué un rôle de premier plan dans la reconstruction d'après-guerre, où il avait trouvé beaucoup de points communs avec les dirigeants du gouvernement travailliste de Clement Attlee. Dans un sens, la critique est injuste car elle suppose que Fisher aurait dû être quelqu'un d'autre. Ce fut un homme simple, satisfait de l'Église d'Angleterre et qui voulait bien faire son travail. Son expérience a été d'une certaine façon limitée, n'ayant jamais été curé de paroisse. Ces critiques de Fisher sont souvent dues à sa réputation controversée comme chef d'école.
Il convient également de noter que ces critiques des années 1950 comme une période d'occasions manquées ne se limite pas à Fisher et à l'Église d'Angleterre mais aux Églises en général ainsi qu'aux gouvernements britanniques de la période.